# سباستین دوکیه
سباستین دوکیه (فرانسوی: Sébastien Dockier‎؛ زادهٔ ۲۸ دسامبر ۱۹۸۹) بازیکن هاکی روی چمن اهل بلژیک است.